# Кобзарь, Яков Трофимович
Я́ков Трофи́мович Ко́бзарь (1918 — 8 июля 1943) — советский офицер, участник Великой Отечественной войны, Герой Советского Союза. Мастер танкового боя, его личный счёт составил 24 уничтоженных танков противника, 28 орудий и 3 самоходных орудий.

## Биография
Родился 17 декабря 1918 года в станице Пашковской (ныне в черте города Краснодара), в семье казака Трофима Кобзарь. Русский. С малых лет, после смерти отца, помогал матери Кобзарь Ульяне Ивановне. Получил начальное образование. Работал сцепщиком на железнодорожной станции «Краснодар».
В 1938 году призван в РККА Краснодарским РВК гор. Краснодара. В 1941 году окончил курсы младших лейтенантов.
На фронтах Великой Отечественной войны с июня 1941 года. Член ВКП(б)/КПСС с 1942 года.
Командир роты средних танков 192-го танкового батальона 200-й танковой бригады 6-го танкового корпуса старший лейтенант Я. Т. Кобзарь отличился в боях с 26 ноября по 1 декабря 1942 года в районе населённых пунктов Новая Гринёвка, Арестово, Малое Кропотово Сычёвского района Смоленской области в ходе операции «Марс». По оценке командира батальона, «отлично руководил боем своего подразделения… В бою дерзок, смел и решителен». Со своим экипажем танка Т-34 уничтожил 2 средних танка, 1 тяжёлый танк, подбил 2 самоходных орудия и захватил их, уничтожил 3 противотанковых орудия, 4 дзота, 1 машину с боеприпасами, 1 машину с пехотой, а также до 180 солдат и офицеров противника. Взорвав полотно железной дороги Сычёвка-Ржев, нарушил сообщение и телефонную связь противника. За этот эпизод 3 декабря 1942 года был представлен командованием батальона к ордену Отечественной войны I степени, но был награждён орденом Красной Звезды. Немецким войскам удалось остановить советское наступление на этом участке фронта. 29 ноября—5 декабря севернее Сычёвки войска 20-й армии, 6-го танкового корпуса и 2-го гвардейского кавалерийского корпуса были разгромлены.
8 июля 1943 года в ходе Курской битвы в бою в районе деревни Верхопенье Ивнянского района (ныне Белгородской области) командир танковой роты 200-й отдельной танковой бригады (6-й танковый корпус, 1-я танковая армия, Воронежский фронт) старший лейтенант Я. Т. Кобзарь с танковыми экипажами вверенной ему роты удержал занимаемый рубеж, уничтожив семь тяжёлых и до двадцати средних танков, девять штурмовых орудий, большое количество другой боевой техники и живой силы противника. На личном боевом счету старшего лейтенанта Я. Т. Кобзаря четыре тяжёлых и тринадцать средних танков, штурмовое орудие и свыше пятидесяти вражеских солдат и офицеров.
В этом бою Я. Т. Кобзарь погиб, сгорев в танке. Похоронен с воинскими почестями в селе Новенькое (Ивнянский район ныне Белгородской области). Его могила находится в 150 метрах восточнее церкви в центре села.

## Награды
- Медаль «Золотая Звезда» № 11630 Героя Советского Союза (4 октября 1990, посмертно);
- орден Ленина (4 октября 1990, посмертно);
- орден Красной Звезды (9 декабря 1942[3]).

## Память
После гибели Я. Т. Кобзаря командование батальона представило его к званию Героя Советского Союза посмертно. В наградном листе с резолюцией военного Совета армии было записано:

Кобзарь Яков Трофимович, командир 1-го танкового батальона 200-й танковой бригады, 1918 года рождения, член ВКПб, в Красной Армии с 1938 года, имеет 3 ранения, награждён орденом Красной звезды, представлен (посмертно) к званию Героя Советского Союза.

Но официального присвоения звания так и не последовало. В дальнейшем увековечением памяти и восстановлением справедливости занимались школьники военно-патриотического клуба «Поиск» Курасовской средней школы Ивнянского района Белгородской области.
Указом Президента СССР от 4 октября 1990 «за мужество и отвагу, проявленные в период Великой Отечественной войны 1941—1945 годов» на основании документов, собранных школьниками Курасовской, Верхопенской и Новенской школ, Якову Трофимовичу Кобзарю было присвоено звание Героя Советского Союза посмертно.
14 января 2005 года школьное объединение Курасовской средней школы стало носить звание Героя Советского Союза Якова Трофимовича Кобзаря. В школе собран материал об истории жизни Я. Т. Кобзаря.

## Семья
Мать — Ульяна Ивановна Кобзарь, проживала в городе Краснодаре.